# Playmates (film, 1941)
Pour les articles homonymes, voir Playmates (film, 1918) et Playmate.
Pour plus de détails, voir Fiche technique et Distribution.
Playmates est un film américain réalisé par David Butler, sorti en 1941.

## Fiche technique
- Titre : Playmates
- Réalisation : David Butler
- Scénario : James V. Kern et M.M. Musselman
- Photographie : Frank Redman
- Montage : Irene Morra
- Société de production : RKO Pictures
- Pays d'origine : États-Unis
- Format : Noir et blanc - 1,37:1
- Genre : comédie
- Durée : 96 minutes
- Date de sortie : 1941

## Distribution
- Kay Kyser : Lui-même
- John Barrymore : Lui-même
- Lupe Vélez : Carmen del Toro
- Ginny Simms : Elle-même
- May Robson : Grandma Kyser
- Patsy Kelly : Lulu Monahan
- Peter Lind Hayes (en) : Peter Lindsay
- Ish Kabibble (en) : Lui-même
- Harry Babbitt (en) : Lui-même
- Leon Belasco : Prince Maharoohu